# Karole Rocher

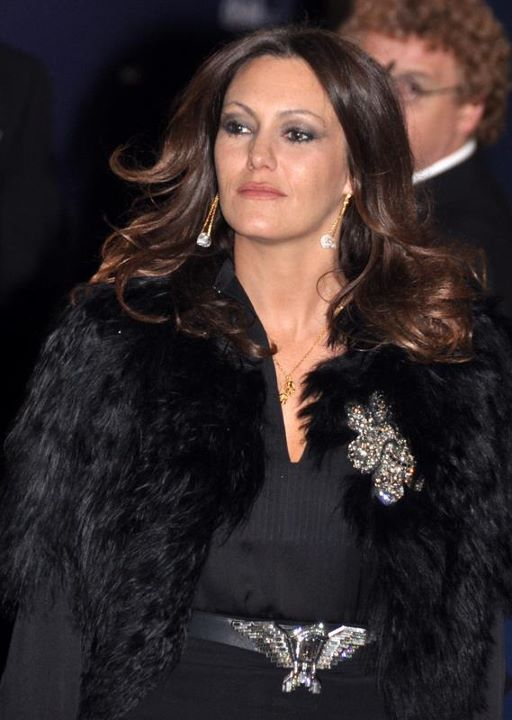
Karole Rocher (César 2012)

Karole Rocher (* 4. Juli 1974 in Bezons) ist eine französische Schauspielerin.

## Leben
Karole Rocher startete im Jahr 1995 ihre Schauspielkarriere in dem Musikvideo zu Princess Erikas Faut qu’j travaille. Nach einigen weiteren Musikvideoauftritten debütierte sie 1997 in Sylvie Verheydes Drama Ein Bruder... an der Seite von Jeannick Gravelines und Emma de Caunes auf der Leinwand. Seitdem war sie unter anderen in Filmen wie Scorpion – Der Kämpfer (2007), Stella (2008) und Der Schnee am Kilimandscharo (2011) zu sehen sowie – von 2009 bis 2015 – in der vier Staffeln umfassenden Polizeifilm-Serie Braquo von Olivier Marchal. Für ihre Darstellung der Chrys in Maïwenns Drama Poliezei wurde sie bei der Verleihung des französischen Filmpreises César 2012 als Beste Nebendarstellerin nominiert.
Karole Rocher hat zwei Kinder von zwei unterschiedlichen Vätern, von denen sie getrennt lebt.

## Filmografie (Auswahl)
- 1997: Ein Bruder… (Un frère)
- 1998: Die Ehre meiner Familie (L’honneur de ma famille)
- 2000: Sauve-moi
- 2000: Princesses
- 2001: Vater töten! (Comment j’ai tué mon père)
- 2003: Osmose
- 2003: Adieu
- 2007: Scorpion – Der Kämpfer (Scorpion)
- 2008: Stella
- 2009: Le bal des actrices
- 2009: Serie in Schwarz (Suite Noire; Fernsehreihe, Folge 1x03)
- 2009–2015: Braquo (Polizeifilm-Serie, vier Staffeln)
- 2010: Histoires de vies (Fernsehreihe, Folge 1x1103)
- 2011: Der Schnee am Kilimandscharo (Les neiges du Kilimandjaro)
- 2011: Poliezei (Polisse)
- 2011: Dernière séance
- 2012: Bekenntnis eines jungen Zeitgenossen (Confession of a Child of the Century)
- 2013: Tip Top
- 2014: Les yeux jaunes des crocodiles
- 2014: Fastlife
- 2016: Sex Doll
- 2017: Paris la blanche
- 2017: On l’appelait Ruby (Fernsehfilm)
- 2017: Madame Hyde
- 2019: Black Snake: La légende du serpent noir (auch Regie)
- 2021: Comme des Reines (Fernsehfilm)
- 2021: Madame Claude
- 2022: Fratè
- 2023: Comme un fils

## Auszeichnung (Auswahl)
- César 2012: Nominierung als Beste Nebendarstellerin für Poliezei